# Галимбек Жуматов
Галимбек Сагімбаевич Жуматов (каз. Ғалымбек Сағымбайұлы Жұматов; нар. 15 жовтня 1952, с. Ульгулі, Іртиський район, Павлодарська область, Казахська РСР) — казахський письменник, поет, журналіст. Член Спілки письменників Казахстану.

## Біографія
Після закінчення середньої школи Галимбек Жуматов був призваний до лав  Радянської Армії. Службу проходив в  Львові. Після служби в армії вступив на факультет журналістики  КазГУ. У 1979 році закінчив університет. Довгий час працював в  Павлодарської обласної газеті «Қызыл ту» (зараз «Сарыарқа самалы») спочатку журналістом потім завідувачем відділу та заступником редактора. У період з 1991 по 1995 роки — власний кореспондент республіканської газети «Халық кеңесі». У 2007 році Г. Жуматов створив і очолив першу Павлодарську міську газету державною мовою «Шаһар», з цього року став редактором літературного журналу «Найзатас».

## Творчість
Жуматов автор більше 20 книг. У 1980 році вийшла перша збірка «Арман қанатында». 1984 року вийшла книга «Трактор қалай жасалады?», 1986 року — повість «Ала көжек», 1992 року — збірники повістей «Жалғас — жауынгердің баласы», "Кең аулалы үйденбіз «.
У 2003 році Жуматов Галимбек отримав приз за перше місце в республіканському фестивалі «Қазақстан — қара шаңырағым». У цьому ж році була видана книга для дітей «Біз — 42 әріппіз». У 2005 році — збірка пісень «Жеңіс жалауын желбіреткен», 2006 року — книга есе «Ана өсиеті», поетична збірка «Сағыныш сазы», 2007 року — документальна повість «Кемелді елдің Кемері», 2008 року — публіцистична книга «Мәшһүр тағлымы». 2010 року Галимбек Жуматов та композитор Назимбек Дукенбаев випустили збірку віршів та музичний диск, присвячені столиці Казахстану.